# Wilfried Hasselmann

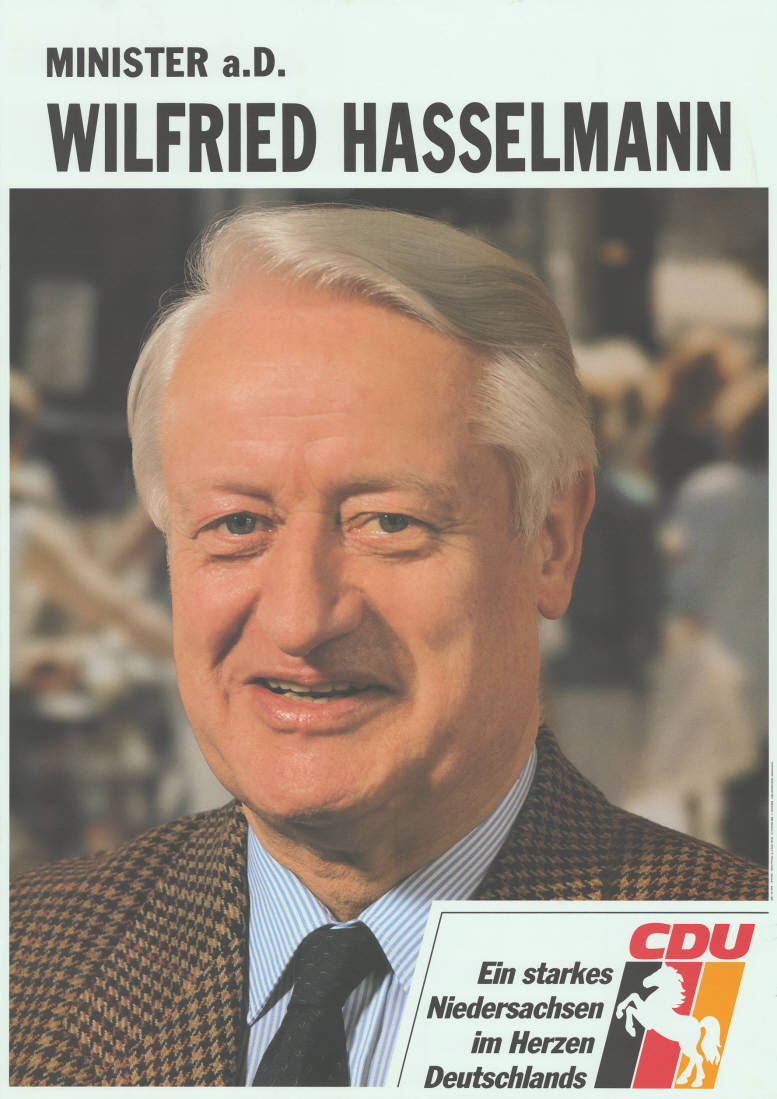
Plakat zur Landtagswahl in Niedersachsen 1990

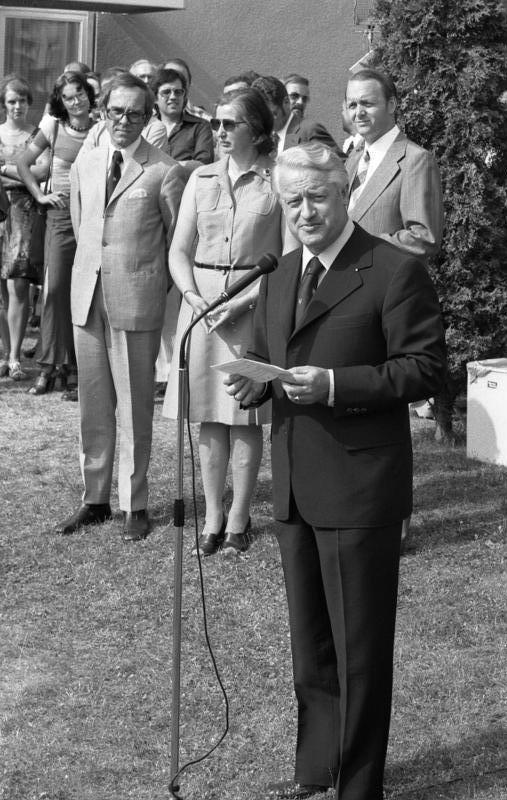
Wilfried Hasselmann, 1976

Wilfried Hasselmann (* 23. Juli 1924 in Celle; † 9. Januar 2003 in Nienhof, Gemeinde Langlingen, Landkreis Celle) war ein deutscher Landwirt und Politiker (CDU).

## Leben und Beruf
Wilfried Hasselmann wurde am 23. Juli 1924 als Sohn des Landwirts und späteren Politikers Otto Hasselmann geboren. Nach dem Besuch der Oberschule absolvierte er eine Ausbildung an der Landwirtschaftlichen Fachschule in Celle, die er mit der Gehilfenprüfung abschloss. Von 1942 bis 1945 nahm er als Artillerieoffizier am Zweiten Weltkrieg teil. Nach dem Kriegsende arbeitete er in Fremdbetrieben. Er bestand die Meisterprüfung und übernahm 1955 den elterlichen Hof in Nienhof. Daneben durchlief er eine Laufbahn als Reserveoffizier bei der Artillerie der Bundeswehr, zuletzt als Oberst der Reserve (1981).
Hasselmann war von 1962 bis 1969 Bundesvorsitzender des Bundes der Deutschen Landjugend und zeitweise Mitglied der Landessynode der Evangelisch-Lutherischen Landeskirche Hannovers. Darüber hinaus fungierte er als Vorsitzender des Verbandsausschusses des Genossenschaftsverbandes Niedersachsen, als Vorsitzender des Versichertenbeirates der R+V Versicherung und als Vorsitzender des Aufsichtsrates der Volksbank Aller/Oker in Müden (Aller). Weiterhin war er Aufsichtsratsmitglied der Industrieverwaltungsgesellschaft mbH sowie der Raiffeisenhauptgenossenschaft in Hannover.
Hasselmann war verheiratet und hatte zwei Söhne. Sein Onkel war der Landwirtschaftsfunktionär Edmund Rehwinkel.

## Partei
Am 13. September 1942 beantragte Hasselmann die Aufnahme in die NSDAP und wurde rückwirkend zum 1. September desselben Jahres aufgenommen (Mitgliedsnummer 9.231.857). 1961 trat er in die CDU ein; ab 1969 war er Mitglied des CDU-Bundesvorstandes. Von 1968 bis 1990 war er Landesvorsitzender der CDU in Niedersachsen. Nach seinem Rücktritt nach der verlorenen Landtagswahl 1990 wurde er zum Ehrenvorsitzenden der Christdemokraten in Niedersachsen gewählt. Nach seinem Tode im Januar 2003 wurde die Landesgeschäftsstelle der CDU in Niedersachsen ihm zu Ehren Wilfried-Hasselmann-Haus getauft.

## Abgeordneter
Hasselmann war von 1963 bis 1994 Mitglied des fünften bis zwölften Niedersächsischen Landtages und dort von 1970 bis 1976 Vorsitzender der CDU-Fraktion. Bei der Landtagswahl 1974 wurde er als Spitzenkandidat seiner Partei aufgestellt. Obwohl die CDU die meisten Sitze im Parlament erlangte, konnte Hasselmann sich bei der Wahl zum Ministerpräsidenten nicht durchsetzen. Die Abgeordneten der SPD wählten zusammen mit den Stimmen der FDP statt seiner Alfred Kubel zum neuen Regierungschef.

## Öffentliche Ämter
Nach der Bildung einer Großen Koalition aus SPD und CDU wurde Hasselmann am 19. Mai 1965 als niedersächsischer Minister für Ernährung, Landwirtschaft und Forsten in die von Ministerpräsident Georg Diederichs geführte Regierung des Landes Niedersachsen berufen. Aufgrund der Bildung einer SPD-Alleinregierung schied er am 8. Juli 1970 aus dem Amt.
Hasselmann kehrte am 13. Februar 1976 als Minister für Bundesangelegenheiten in die Landesregierung zurück, nachdem zuvor Ernst Albrecht zum Ministerpräsidenten gewählt worden war. Gleichzeitig wurde er bis zum 12. Mai 1976 mit der Weiterführung der Geschäfte des Niedersächsischen Innenministeriums beauftragt. Am 9. Juli 1986 übernahm er schließlich die Leitung des Innenministeriums. Vom 13. Februar 1976 bis zum 19. Januar 1977 sowie erneut vom 28. Juni 1978 bis zum 31. Oktober 1988 übernahm er zusätzlich das Amt des stellvertretenden Ministerpräsidenten. Am 31. Oktober 1988 trat er von seinen Regierungsämtern zurück, da ihm im Zusammenhang mit der „Spielbankenaffäre“ die Entgegennahme von Spenden vorgeworfen wurde.

## Ehrungen
- Ehrensenator der Tierärztlichen Hochschule Hannover, 1969
- Niedersächsischer Verdienstorden, 1975
- Großes Bundesverdienstkreuz, 1977
- Großes Bundesverdienstkreuz mit Stern, 1980
- Großes Bundesverdienstkreuz mit Stern und Schulterband, 1984
- Niedersächsische Landesmedaille